# Étienne Joseph Louis Garnier-Pagès

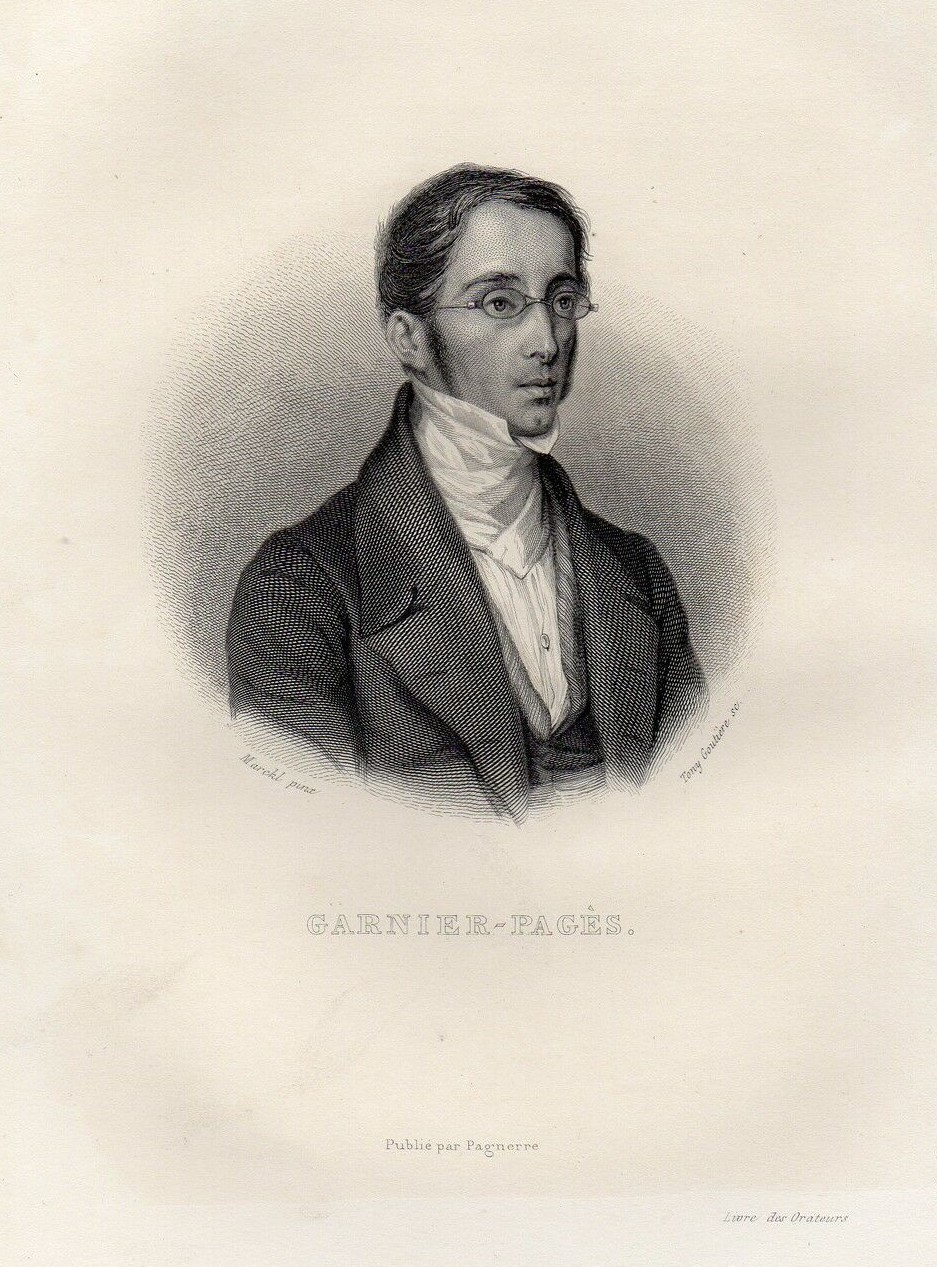
Étienne Joseph Louis Garnier-Pagès

Étienne Joseph Louis Garnier-Pagès (* 27. Dezember 1801 in Marseille; † 23. Juni 1841 in Paris) war ein französischer Politiker.

## Leben
Garnier-Pagès, Anhänger der Demokratie unter der Julimonarchie, studierte die Rechte und war Advokat, als die Julirevolution ausbrach. Sofort eilte er nach Paris, nahm an dem Kampf der drei Tage teil, wurde 1831 Mitglied der Abgeordnetenkammer und als eifriger Republikaner bald ein Hauptvorkämpfer der demokratischen Partei, wobei er sich durch Besonnenheit und Ruhe und als Redner durch die Feinheit seiner Dialektik auszeichnete.
Zuerst erregte er Aufsehen, als er mit 40 anderen Deputierten, darunter der Marquis de La Fayette und Jean Maximilien Lamarque, den Rechenschaftsbericht gegen die Politik des „Juste Milieu“ unterzeichnete.
Als Mitglied des Vereins „Aide-toi, le ciel t’aidera“ der Teilnahme an dem republikanischen Aufstand des 28. Juli 1832 angeklagt, hielt er sich verborgen, stellte sich aber nach Aufhebung des Belagerungszustandes freiwillig seinen Richtern und wurde freigesprochen. 1834 verteidigte er die demokratischen Vereine gegen die Angriffe François Guizots, der selbst Mitglied jenes Vereins gewesen war. Bei den Debatten über die geheimen Fonds in der Kammer von 1837 unterwarf er Guizots Leben als Staatsmann einer scharfen, beißenden Kritik.
Dieser Artikel basiert auf einem gemeinfreien Text aus Meyers Konversations-Lexikon, 4. Auflage von 1888 bis 1890.
| Personendaten    | Personendaten                       |
| ---------------- | ----------------------------------- |
| NAME             | Garnier-Pagès, Étienne Joseph Louis |
| ALTERNATIVNAMEN  | Garnier-Pagès, Étienne              |
| KURZBESCHREIBUNG | französischer Politiker             |
| GEBURTSDATUM     | 27. Dezember 1801                   |
| GEBURTSORT       | Marseille                           |
| STERBEDATUM      | 23. Juni 1841                       |
| STERBEORT        | Paris                               |